# John Herivel
John W. Herivel (né le 29 août 1918 à Belfast, mort le 18 janvier 2011) est un historien et un cryptanalyste britannique qui a travaillé à Bletchley Park durant la Seconde Guerre mondiale.

## Biographie
En cryptanalyse, Herivel est connu pour avoir découvert une astuce qui allait être nommée le « truc d'Herivel » ou l'Herivelismus. 
Herivel a publié plusieurs livres et articles sur Isaac Newton, Joseph Fourier et Christiaan Huygens.

## Le «truc d'Herivel»
La manipulation consistait à déterminer les habitudes des opérateurs de chiffrement allemands qui utilisaient Enigma et découvrir certaines informations sur les clés quotidiennes. Les opérateurs modifiaient chaque jour la position initiale des rotors et des anneaux de la machine. Herivel est parti du principe que certains opérateurs, par manque de temps ou de rigueur, ne modifiaient pas complètement la position des anneaux, en particulier en le faisant après que les rotors étaient insérés dans la machine. Dans une telle situation, la position initiale des anneaux se trouvait proche de celle des rotors. L'arrangement de ces derniers était envoyé en clair et on pouvait vraisemblablement supposer qu'avec un opérateur peu scrupuleux, le nombre de combinaisons à considérer pour les anneaux était nettement réduit et que la solution pouvait être déduite de l'initialisation des rotors.
Durant une courte période de quelques mois à partir de mai 1940, mais à l'impact stratégique significatif, la méthode d'Herivel fut l'une des principales solutions de déchiffrage des messages d'Enigma.